# Дюрменак
Дюрмена́к (фр. Durmenach) — коммуна на северо-востоке Франции в регионе Гранд-Эст (бывший Эльзас — Шампань — Арденны — Лотарингия), департамент Верхний Рейн, округ Альткирш, кантон Альткирш.
Площадь коммуны — 5,76 км², население — 911 человек (2006) с тенденцией к стабилизации: 899 человек (2012), плотность населения — 156,1 чел/км².

## Население
Численность населения коммуны в 2011 году составляла 927 человек, а в 2012 году — 899 человек.
| 1962 | 1968 | 1975 | 1982 | 1990 | 1999 | 2006 | 2008 | 2011 | 2012 |
| ---- | ---- | ---- | ---- | ---- | ---- | ---- | ---- | ---- | ---- |
| 838  | 875  | 870  | 894  | 853  | 883  | 911  | 919  | 927  | 899  |

Динамика населения:

## Экономика
В 2010 году из 612 человек трудоспособного возраста (от 15 до 64 лет) 448 были экономически активными, 164 — неактивными (показатель активности 73,2%, в 1999 году — 72,1%). Из 448 активных трудоспособных жителей работали 408 человек (222 мужчины и 186 женщин), 40 числились безработными (17 мужчин и 23 женщины). Среди 164 трудоспособных неактивных граждан 42 были учениками либо студентами, 51 — пенсионерами, а ещё 71 — были неактивны в силу других причин.
На протяжении 2011 года в коммуне числилось 356 облагаемых налогом домохозяйств, в которых проживало 873,5 человека. При этом медиана доходов составила 24726 евро на одного налогоплательщика.

## Достопримечательности (фотогалерея)

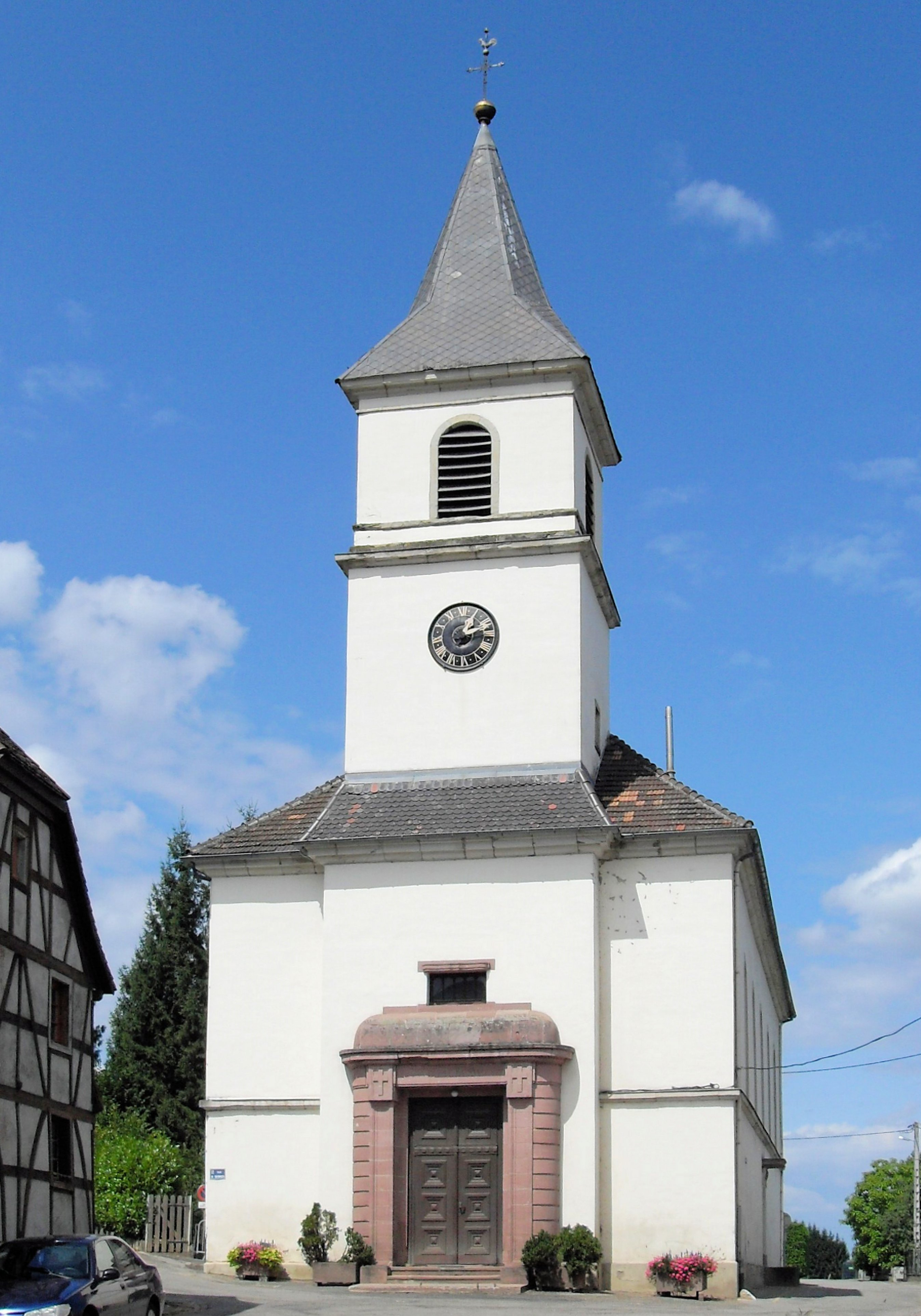
Церковь Святого Георгия